# Lispothrips brevicruralis
Lispothrips brevicruralis är en insektsart som först beskrevs av Shull 1909.  Lispothrips brevicruralis ingår i släktet Lispothrips och familjen rörtripsar. Inga underarter finns listade i Catalogue of Life.